# Darío Ocampo
Ramón Darío Ocampo (Posadas, 21 giugno 1986) è un ex calciatore argentino, di ruolo centrocampista o attaccante.

## Carriera
Dopo l'inizio nelle giovanili del Quilmes, Ocampo passa al Vélez Sarsfield dove debutta nel 2004. Ha vinto il Torneo di Clausura 2005 con la squadra biancoblu.

## Palmarès

### Club

#### Competizioni nazionali
- Campionato argentino: 1

Vélez Sarsfield: 2005 (C), 2009 (C)